# Ektandvinge
Ektandvinge (Peridea anceps) är en fjärilsart som beskrevs av Johann August Ephraim Goeze 1781. Ektandvingen ingår i släktet Peridea, och familjen tandspinnare.
Vingspannet är 50-67 millimeter. Arten är spridd i södra och centrala Europa och är reproducerande i Sverige. Inga underarter finns listade. Den förekommer i äldre, öppen ekskog.

## Bildgalleri

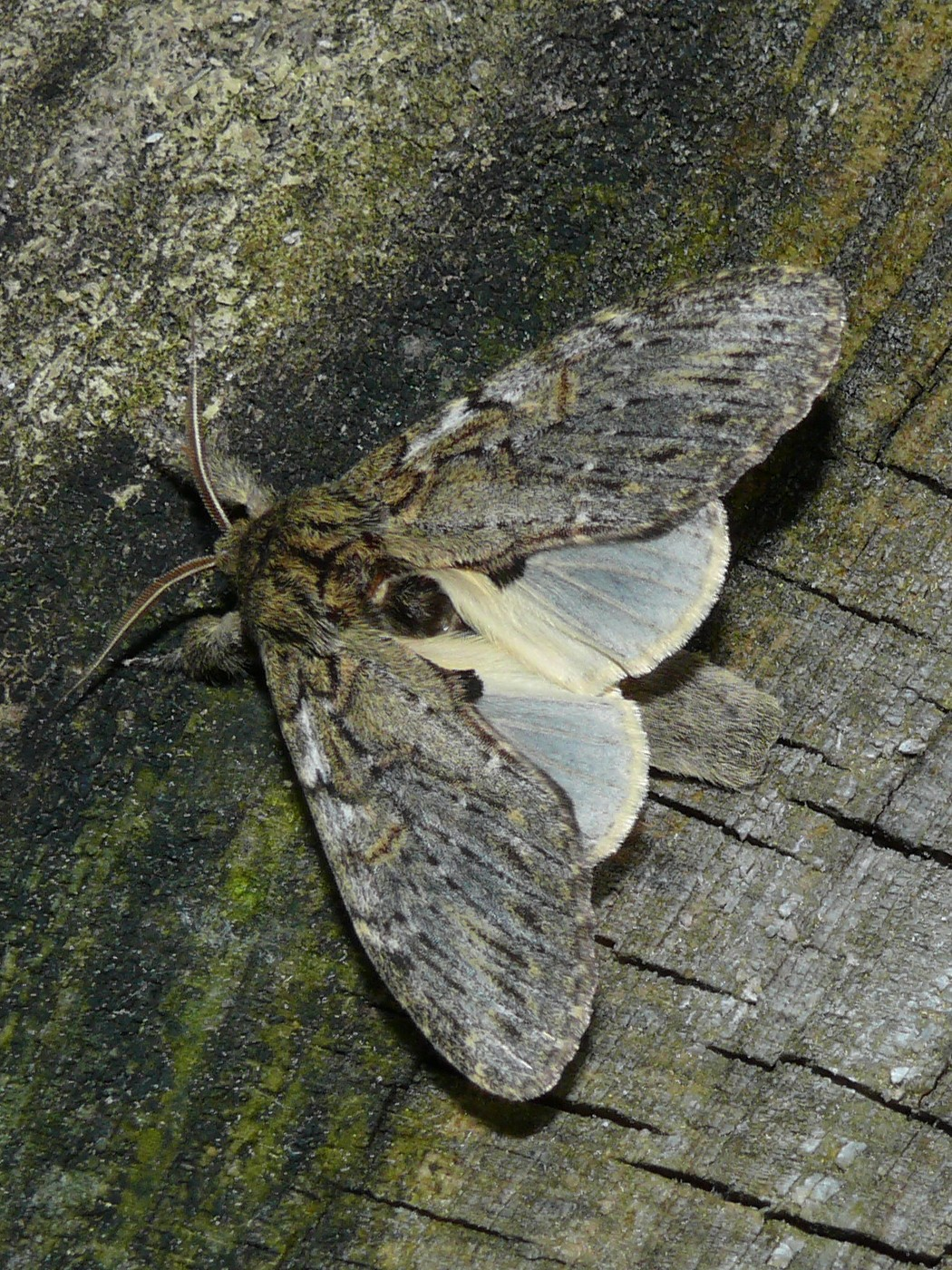
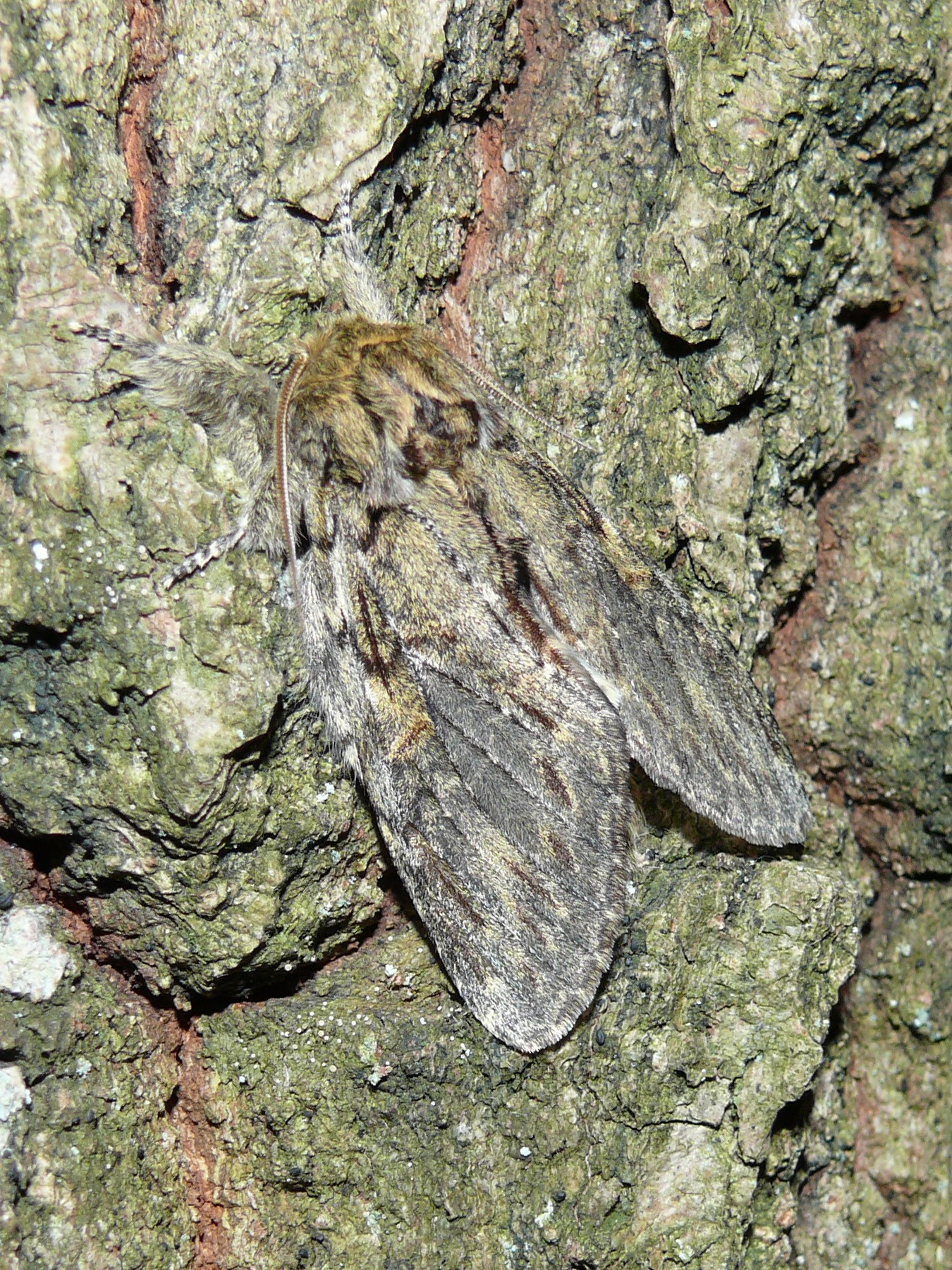